# Cratere Otago
Otago è un cratere sulla superficie di Mathilde.